# Parafia Najświętszego Serca Pana Jezusa w Ostrowcu Świętokrzyskim
Parafia Najświętszego Serca Pana Jezusa w Ostrowcu Świętokrzyskim – parafia rzymskokatolicka znajdująca się w Ostrowcu Świętokrzyskim, w diecezji sandomierskiej, w dekanacie Ostrowiec Świętokrzyski.
Parafia erygowana w 1933 z parafii św. Michała Archanioła w Ostrowcu Świętokrzyskim. Mieści się przy ulicy Poniatowskiego na osiedlu Hutniczym.

## Zasięg parafii
Ulice: Bławatna, Chmielna, Fabryczna, Hutników, Jasna, Kamienna, Klimkiewiczowska, Kolejowa, Kościuszki, Krótka, Łączna, Mickiewicza, Moniuszki, Modra, Niska, Opatowska, Partyzantów, Podwale, Poniatowskiego, Różana, Sandomierska, Składowa, Smolna, Sportowa, Staszica, Szewna – Osiedle Widok, Śliska, Świętokrzyska, Traugutta, Trawna, Wałowa, Wąwozy, Wesoła, Wiejska, Wierzbowa, Winnica, Zagłoby, Zgoda, Zygmuntówka, Żabia, Żytnia.

## Domy zakonne
- Zgromadzenie Sióstr Służek Najświętszej Maryi Panny Niepokalanej (Siostry Służki – bezhabitowe)